# Дарко Некич
Дарко Некич (хорв. Darko Nekić, нар. 11 жовтня 1968, Сень, Хорватія) — хорватський урядовець, мер міста Сень у 2006—2017 рр., міністр управління в уряді Андрея Пленковича. 

## Життєпис
За першою освітою лісотехнік. Вищу освіту здобув 1997 року на філософському факультеті Загребського університету за фахом «вчитель історії та археології». 
Трудову діяльність почав у 1995 році архівістом і кустошем, у 1999—2014 роках викладав історію в Рієцькому університеті (Задарська філія), на педагогічному факультеті в Рієці, на педагогічному відділенні в Госпичі. Одночасно у 2006—2017 роках обіймав посаду мера Сеня, а з 2008 по 2016 рік також очолював міську партійну організацію ХДС, при цьому у 2012—2016 рр. був заступником голови окружної організації ХДС Ліцько-Сенської жупанії. З 2012 до 2015 року був позапарламентським членом Комітету з місцевого та регіонального самоврядування парламенту Хорватії, а в 2017 році — державним секретарем Міністерства управління. 
Автор опублікованих праць у наукових та професійних виданнях, а також оглядів і презентацій книжок. Організатор двох авторських виставок і співавтор вісьмох виставок, керівник і учасник археологічних та інших досліджень.
Батько трьох дітей.